# 环己基氯
环己基氯（又称氯代环己烷）是一种氯化烃，为无色液体。
以环己醇为原料，经氯化氢处理可制得环己基氯。